# Volcanes de Kamchatka
Los volcanes de Kamchatka son un gran grupo de volcanes situados en la península de Kamchatka. Forman parte del Cinturón de Fuego del Pacífico. Unos treinta de ellos están activos.

## Patrimonio de la Humanidad
En 1996, los volcanes de Kamchatka fueron declarados Patrimonio de la Humanidad por la Unesco, situados en la parte asiática de Rusia. Cabe señalar que el nombramiento «Volcanes de Kamchatka» incluye además de los volcanes todo su entorno, caracterizado por una variedad única de especies y paisajes.
Seis son las localizaciones de este lugar natural, Patrimonio de la Humanidad, en el óblast de Kamchatka:
| Código  | Nombre                                           | Coordenadas                                  | Superficie | Año  |
| ------- | ------------------------------------------------ | -------------------------------------------- | ---------- | ---- |
| 765-001 | Reserva Estatal Natural de la Biosfera Kronotsky | 54°45′00″N 161°00′00″E / 54.75000, 161.00000 | 1007100 ha | 1996 |
| 765-002 | Parque natural de Býstrinski                     | 56°20′00″N 158°30′00″E / 56.33333, 158.50000 | 1325000 ha | 1996 |
| 765-003 | Parque natural de Nálychevo                      | 53°28′00″N 159°00′00″E / 53.46667, 159.00000 | 287200 ha  | 1996 |
| 765-004 | Reserva natural de la tundra suroccidental       | 52°20′00″N 156°30′00″E / 52.33333, 156.50000 | 123000 ha  | 1996 |
| 765-005 | Parque natural de Kamchatka meridional           | 52°30′00″N 158°30′00″E / 52.50000, 158.50000 | 486900 ha  | 1996 |
| 765-006 | Parque natural Kluchevskoy                       | 56°12′00″N 160°09′00″E / 56.20000, 160.15000 | 376000 ha  | 2001 |

## Volcanes en la numismática
El Banco de Rusia emitió en agosto de 2008 una serie de monedas conmemorativas de los «volcanes de Kamchatka»:

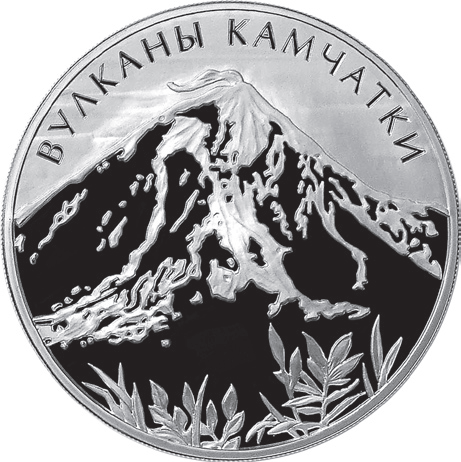
Moneda de 3 rublos de plata.
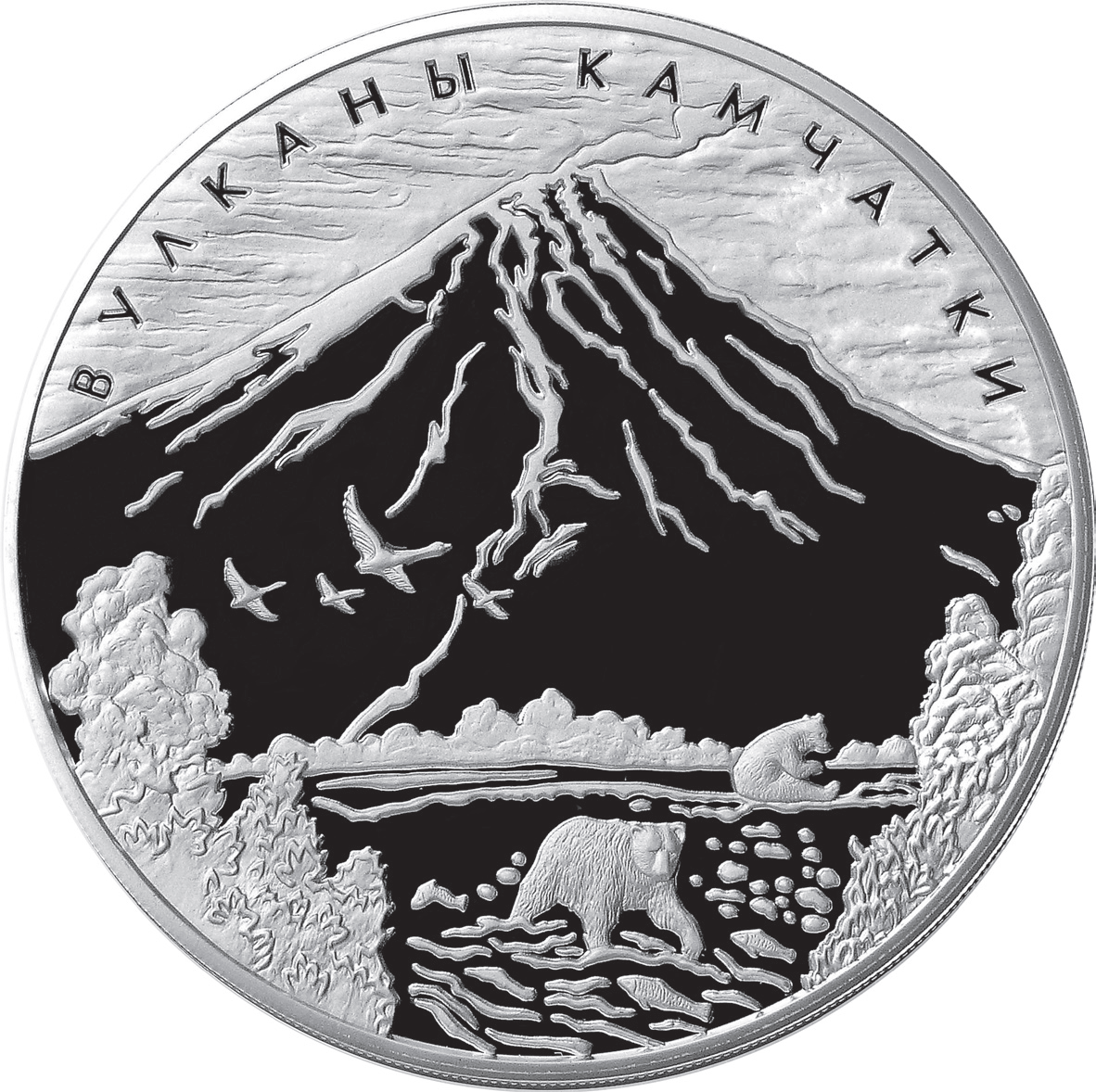
Moneda de 100 rublos de plata.
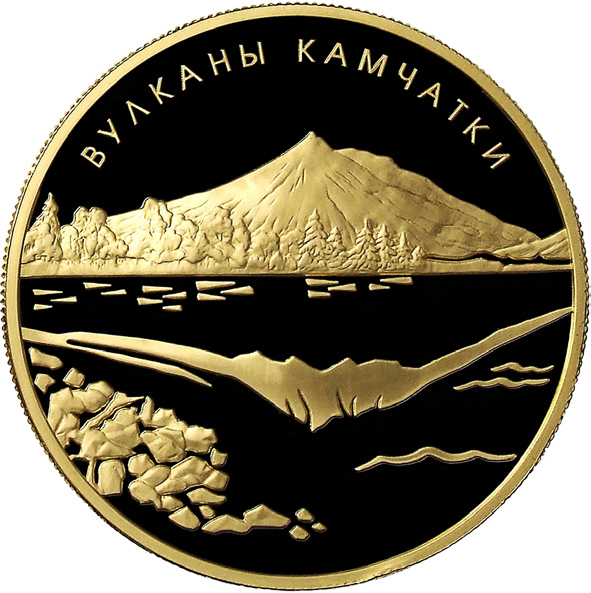
Moneda de 1000 rublos de oro.

## Lista de volcanes de norte a sur
Volcanes de la cordillera Central
- Lettunup, 1340 m, 58°24′N 161°05′E / 58.40, 161.08
- Voyampolsky, 1225 m, 58°22′N 160°37′E / 58.37, 160.62
- Séverny, 1936 m, 58°17′N 160°52′E / 58.28, 160.87
- Snegovoy, 2169 m, 58°12′N 160°58′E / 58.20, 160.97
- Ostry, 2552 m, 58°11′N 160°49′E / 58.18, 160.82
- Spokoyny (volcán), 2171 m, 58°08′N 160°49′E / 58.13, 160.82
- Iktunup, 2300 m, 58°05′N 160°46′E / 58.08, 160.77
- Snezhny, 2169 m, 58°01′N 160°45′E / 58.02, 160.75
- Atlásova o Nilgumelkin, 1764 m, 57°58′N 160°39′E / 57.97, 160.65[2]
- Bely, 2080 m, 57°53′N 160°32′E / 57.88, 160.53
- Alngey, 1853 m, 57°42′N 160°24′E / 57.70, 160.40
- Uka, 1643 m, 57°42′N 160°35′E / 57.70, 160.58
- Yelovsky, 1381 m, 57°32′N 160°32′E / 57.53, 160.53
- Shishel, 2525 m, 57°27′N 160°22′E / 57.45, 160.37
- Mezhdusópochny, 1641 m, 57°28′N 160°15′E / 57.47, 160.25
- Titila, 1559 m, 57°24′N 160°06′E / 57.40, 160.10
- Gorny Institute, 2125 m, 57°20′N 160°12′E / 57.33, 160.20
- Tuzovsky, 1533 m, 57°19′N 159°58′E / 57.32, 159.97
- Leutongey, 1333 m, 57°18′N 159°50′E / 57.30, 159.83
- Sedánkinsky, 1241 m, 57°14′N 160°05′E / 57.23, 160.08
- Fedótych, 965 m, 57°08′N 160°24′E / 57.13, 160.40
- Kebeney, 1527 m, 57°06′N 159°56′E / 57.10, 159.93
- Kizimen, 2376 m, 55°07′48″N 160°19′12″E / 55.130, 160.32

Grupo de Kluchevskaya
- Klyuchevskaya Sopka
- Kliuchevskoi, 4835 m
- Monte Bezymianny, 2882 m, 55°58′42″N 160°35′12″E / 55.97833, 160.58667
- Zimina, 3081 m, 56°26′N 161°00′E / 56.433, 161.000

Grupo de Aváchinskaya
- Kronotsky, 3528 m
- Aag
- Arik
- Koryaksky
- Aváchinsky
- Kozelsky

Otros
- Ksudach
- Ilyinsky
- Kambalny